# Javier Tebas
Javier Tebas Medrano (San José, Costa Rica, 31 de julio de 1962) es un abogado español y costarricense. Desde 2013 ejerce el cargo de presidente de la Liga Nacional de Fútbol Profesional (también conocida como LaLiga), cargo que ocupará hasta finales de 2027. Es considerado uno de los dirigentes más influyentes del fútbol europeo.

## Biografía
Procedente de una familia católica de Huesca: su padre era militar y su madre, psicóloga y pedagoga, Gloria Medrano Mir, fue catedrática de la Universidad de Zaragoza. Nació y pasó su primera infancia en San José (Costa Rica), donde se habían desplazado sus padres por trabajo, para volver a España con 4 años. Es hermano del virólogo Pablo Tebas Medrano. Es padre de cuatro hijos y está casado con la economista Marta Coiduras, que además es socia de su despacho profesional. Es también un declarado aficionado del Real Madrid, manteniendo visiones divergentes e independientes del club madrileño respecto a LaLiga, lo que le ha llevado a enfrentamientos en los tribunales.
Es Licenciado en Derecho por la Universidad de Zaragoza, y tiene varios postgrado en Derecho de Empresa, en Derecho Deportivo y en Derecho Concursal. Durante su etapa de estudiante fue delegado provincial en Huesca de las juventudes de Fuerza Nueva. Su conexión profesional con el fútbol comenzó al ser elegido presidente de la Sociedad Deportiva Huesca en 1993, cargo que abandonó en 1998. Su gestión destacó por el ascenso a Segunda División B y la profesionalización de las estructuras del club.
Su especialización en derecho de la empresa, deportivo y concursal fue determinante para asesorar y representar a numerosos clubes de fútbol a lo largo de su carrera y para crear un bufete de abogados especializado en el mundo del deporte. A través de su despacho asesoró en 1998 al presentador argentino Marcelo Tinelli en la compra del Club Deportivo Badajoz. Cuando Tinelli abandonó el proyecto en el año 2000, quedó al frente de la institución pacense durante dos años hasta venderla en 2002 al empresario portugués Antonio Barradas.
Fue elegido por primera vez vicepresidente de la Liga Nacional de Fútbol Profesional en el año 2001, como representante del Badajoz. Pese a que algunos le han señalado como responsable de la desaparición del club, la misma se produjo diez años después de su salida y durante su gestión no aumentaron las deudas contraídas.
En 2003 fue elegido representante del G-30, grupo que engloba a treinta clubes de Primera y Segunda División para la negociación conjunta de sus derechos audiovisuales en busca de un reparto más equitativo. Tras la aprobación del Real Decreto ley 5/2015, que respaldaba legalmente la comercialización conjunta de los derechos audiovisuales, procedió a su disolución.
En los años sucesivos asesoró a diversos clubes de fútbol como Mallorca, Betis, Xerez CD, Rayo Vallecano, Granada, Real Valladolid, y Huesca, con algunas controversias sobre su gestión (la querella que le interpuso el Xerez CD por su gestión en el concurso de acreedores fue desestimada y archivada definitivamente). También defendió como abogado al polémico empresario ucraniano Dmitry Piterman, propietario del Alavés.
El 15 de febrero de 2013 anunció que se presentaría a las elecciones a la presidencia de La Liga convocadas para el 27 de abril, siendo proclamado presidente el 26 de abril, al ser el único candidato avalado por 32 de los 42 clubes con derecho a voto. El 11 de octubre de 2016 fue reelegido con el aval de 37 de los 42 clubes con derecho a voto para un segundo mandato. En 2019 fue reelegido para un tercer mandato hasta 2024.
En 2014 publicó junto a Pedro Torrens su primera novela titulada "El fútbol no es así", una ficción que ha sido llevada a la pantalla por Directv y también emitida en Movistar+ en formato de serie con el título “Todo por el juego”.
En el mes de enero del 2018 la Serie A italiana realizó una oferta a Javier Tebas para asumir la dirección de la misma, con el objetivo de aplicar los conocimientos del directivo e invertir la tendencia decreciente del fútbol italiano en el contexto mundial. Los clubes de LALIGA reaccionaron aprobando por 35 votos de los 42 posibles una mejora salarial vinculada a una cláusula de no competencia que impida el fichaje de Tebas por cualquier otra liga del mundo.
Forma parte del cuadro de profesores del Instituto de Ciencias Sociales, Económicas y Políticas, una institución académica de educación superiorde ideología ultraconservadora destinado a formar a las élites del conservadurismo más duro.
En noviembre de 2023 dimitió de su cargo como presidente forzando nuevas elecciones. Al ser único candidato, fue reelegido por cuarta vez hasta finales de 2027.

## Liga Nacional de Fútbol Profesional
La llegada de Javier Tebas a la presidencia supuso un cambio radical en el funcionamiento de La Liga. Si bien bajo las anteriores presidencias la patronal mantuvo un perfil bajo y poco estratégico, desde que el abogado asumió su mandato la exposición y la relevancia social de LALIGA aumentaron notoriamente.

Al respecto, el exfutbolista y técnico Jorge Valdano dice de él:
Desde las antípodas ideológicas, diré que Tebas hizo más por el fútbol español que todos sus críticos juntos. No sé cómo saldrá de esta, pero no lo hará retrocediendo, porque su estilo es la frontalidad. Desde su llegada, LALIGA es más rica, más democrática en el reparto del dinero, más rigurosa en el respeto contractual, más digna en el cuidado de los escenarios y más respetuosa con el sentido de la identidad. Nadie hizo más ni arriesgó más para lograr que LALIGA terminara.

Jorge Valdano “Tebas y el señor Lobo”. El País, 31 de julio 2020.

### Control económico
El elevado endeudamiento de los clubes de fútbol, hizo que los propios asociados, los clubes, se autoimpusieran unas estrictas medidas de control económico y financiero que serían aplicadas por La Liga. Para esta tarea Tebas contó con Javier Gómez, exvicepresidente del Valencia Club de Fútbol, nombrándole su mano derecha y director general con la responsabilidad de hacer cumplir la nueva normativa interna. Las políticas de ratios financieros se marcaron como objetivo la racionalización de la gestión presupuestaria y la consecuente reducción de la deuda existente, con especial atención a la mantenida con Hacienda.
La estricta aplicación del control económico provocó polémicas con las aficiones de los clubes perjudicados. En el mes de agosto del 2014 la afición del Real Murcia Club de Fútbol se movilizó contra el descenso administrativo de su club, que no fue inscrito en Segunda División por la Liga Nacional de Fútbol Profesional al haber incumplido el reglamento de control económico. El inicio de la temporada 2014/15, La Liga no permitió al Getafe Club de Fútbol la inscripción del jugador Pedro León por haber excedido el límite salarial establecido para la plantilla.
Tras la aplicación del control económico desde el año 2013, La Liga informó que durante los cuatro primeros años de mandato de Tebas, en junio del 2017 las deudas con Hacienda se redujeron un 71 % (de 647 millones a 184 millones) y los ingresos totales aumentaron un 48 % (de 2236 millones de euros a 3327 millones de euros).

### Persecución de los amaños
Desde su etapa de vicepresidente de la Liga Nacional de Fútbol Profesional, Tebas denunció públicamente la existencia de compra de partidos, y la necesidad de erradicar esta práctica en el fútbol. Con su llegada a la presidencia puso en marcha un nuevo Departamento de Integridad dedicado a la prevención y la persecución de la predeterminación de resultados.
Los casos relacionados con la compra de partidos no han estado exentos de polémica. En julio del 2013 Tebas manifestó públicamente que el partido del Racing de Santander contra el Hércules había sido amañado, sobre la base de un informe elaborado por las casas de apuestas. Pese a que las acusaciones sobre ese partido no han llegado a término, la fiscalía inició el primer proceso judicial en España por la compra de un partido de fútbol, en el que se encuentran imputados todos los jugadores, entrenadores y directivos implicados en el encuentro entre el Levante Unión Deportiva y el Real Zaragoza disputado en el año 2011. El resultado del juicio demostró la baja aportación en las acusaciones, quedando absueltos los 36 jugadores y condenados los directivos del Zaragoza.
También en el Caso Osasuna Tebas logró que Ángel Vizcay, exgerente del club navarro, reconociera que se había pagado a varios futbolistas para evitar el descenso del Osasuna a 2.ª División en la temporada 2013-14. En este caso hubo una histórica sentencia. Por primera vez un tribunal emitía una sentencia por corrupción deportiva.

### Derechos televisivos
En el año 2003 fue uno de los impulsores del denominado G-30, un grupo de clubes unidos para la venta de sus derechos de televisión. Desde entonces Tebas se ha posicionado a favor de la venta centralizada de los mismos a través de La Liga. Su labor al frente del G-30 logró reducir progresivamente las diferencias de ingresos entre los clubes grandes y pequeños.
El día 30 de abril de 2015 el Consejo de Ministros del Gobierno de España aprobó por vía de Real Decreto Ley con carácter de urgencia una norma que regula la venta centralizada de los derechos televisivos. Tras años de negociaciones y luchas internas, el Real Decreto, aprobado por mayoría en el Congreso, fue recibido por el fútbol profesional como un hito histórico, siendo reconocida la intervención de Tebas como su propulsor principal junto al Consejo Superior de Deportes.

### Violencia en los estadios
Tras el asesinato de un miembro del grupo Riazor Blues en una emboscada de los miembros del grupo ultra Frente Atlético previa a un partido en el Estadio Vicente Calderón, Javier Tebas reaccionó anunciando nuevas medidas contra la violencia en el fútbol. Tras una comisión que reunió a las instituciones del Gobierno y a las deportivas, se acordó un plan para aplicar la Ley Contra la Violencia en el Deporte, y a realizar modificaciones reglamentarias que permitan medidas como los cierres parciales de gradas. Pese a la polémica por la falta de implicación del presidente de la Federación Española de Fútbol, Ángel María Villar, se han habilitado sanciones para los insultos y para los clubes que amparen y acojan a grupo catalogados como violentos, y se ha creado la figura de los directores de partido, empleados de La Liga, que están presentes en todos los estadios controlando el cumplimiento de la normativa anti-violencia y otras normas de reglamento audiovisual.
| Predecesor: José Luis Astiazarán | Presidente de la LALIGA 2013-Actualidad | Sucesor: -              |
| Predecesor: Néstor Gavín         | Presidente de la SD Huesca 1993-1998    | Sucesor: Jesús Viñuales |

## Críticas y polémicas

### Declaraciones
Como persona con un cargo público y al frente de la organización que respalda al conjunto de los clubes españoles de futbol a menudo es objeto de críticas y también de apoyos en función de sus declaraciones.
En 2018 fue criticado en una carta de la presidente de la Ligue 1 por sus declaraciones dudando de las prácticas financieras del París Saint-Germain. En dicha carta, la Ligue 1 calificó de "inaceptable" sus juicios sobre cuestiones que "no son de su competencia" y que "atentan contra los intereses y la imagen" de los clubes franceses. Sin embargo ha habido otros dirigentes del futbol que han compartido sus opiniones, ya que la UEFA terminó investigando al PSG y al Manchester City por presuntas irregularidades financieras. Incluso el Der Spiegel y Football Leaks destaparon que la UEFA había encubierto estas irregularidades.

### Supuesta censura a la prensa
En una entrevista radiofónica, Javier Tebas se mostró a favor de la censura a los periodistas, de tal forma que en las entrevistas a pie de campo sólo se permitan formular cuestiones dentro de la línea editorial de LALIGA. Esto ha sido criticado como una forma de actuar explícita contra la libertad de expresión. Las declaraciones de Tebas en esa entrevista hacían referencia al Reglamento para la retransmisión televisiva aprobado por los clubes y vigente desde la temporada 2016/7. Este regula las comparecencias de futbolistas y técnicos ante los medios en el prepartido, a pie de campo y en los vestuarios. En todos los casos los periodistas han de ceñirse al tema que les ocupa, el partido que se acaba de celebrar y no los chismes o temas personales, que es a lo que se refería Tebas.

### Límite salarial
Algunos clubes sancionados han criticado a Javier Tebas por el papel que ha tenido el límite salarial que se impuso a los equipos de LaLiga en 2013, aunque dicha "imposición" fue aprobada por los propios clubes. Dicho límite ha llegado a ser calificado como "arma de extorsión" por algunos miembros de los clubes implicados. Una de las razones alegadas es la opacidad en su cálculo, no siendo claro para algunos la manera en que se obtiene dicho límite. El límite salarial fue una norma que se autoimpusieron los clubes en su día para su propio control económico.

### Caso Fuenlabrada
El 20 de julio de 2020, cuando España había salido del estado de alarma por el Covid-19, el Club de Fútbol Fuenlabrada viajó a La Coruña para disputar el partido de la última jornada de Segunda División de España con el Real Club Deportivo de La Coruña. En el momento de viajar y tras haberles sido realizadas las pruebas PCR, los jugadores que habían dado positivos ya estaba aislados. Los que viajaron lo hicieron con 3 tests previos que daban negativos (2 PCR’s y un test rápido). Aun así, y por precaución se decidió hacer otro test antes de subir al avión. Tras el aterrizaje se obtuvieron los resultados y se descubrió que algún miembro más del equipo era positivo gracias a ese test antes de subir al avión. Inmediatamente se aisló a todo el equipo en La Coruña. Por protocolo de LaLiga nadie ajeno al club corrió ningún peligro porque se viaja en una “burbuja”: avión chárter, bus privado, no se cruzan con nadie en los traslados, plantas reservadas para ellos solos en el hotel, etc.
Estas circunstancias provocaron la suspensión del partido. La decisión de aplazar solo ese partido (Deportivo vs. Fuenlabrada) fue tomada por la RFEF y LaLiga de manera conjunta y con conocimiento del CSD, a pesar de que la propuesta inicial de LaLiga fue la de aplazar todos los encuentros de la jornada que se veían afectados. Esa jornada, el Real Club Deportivo de La Coruña descendió a Segunda División B de España matemáticamente por los resultados de los partidos del Club Deportivo Lugo y Albacete Balompié. Este descenso se materializó incluso cuando el partido pospuesto, que se jugó días después, dio vencedor al Deportivo frente al Fuenlabrada. Todo ello creó gran malestar entre los aficionados del Depor. En una declaración institucional, la corporación municipal de La Coruña pidió la dimisión de la presidente del Consejo Superior de Deportes, Irene Lozano, y la inhabilitación de Tebas que también fue declarado persona non grata.

### Conflicto con Cloudflare
Tras la sentencia del Juzgado de lo Mercantil nº 6 de Barcelona se multiplicaron las medidas legales antipiratería, y en febrero de 2025, Tebas y la plataforma Cloudflare se vieron envueltos en una disputa, conocida como el Conflicto Cloudflare. Ello supuso el bloqueo de numerosas direcciones IP asociadas a la tecnológica estadounidense, entre ellas varias plataformas y usuarios legítimos como la Real Academia de la Lengua Española (RAE). Tebas defendió estas acciones acusando a Cloudflare de colaborar con la piratería al negarse a bloquear los sitios que La Liga identifica como infractores.

### Otras críticas
Tras la condena de varios directivos del Osasuna por amaño de partidos, situación que denunció LaLiga, en 2016 Javier Tebas fue nombrado persona no grata en el estadio de El Sadar por 221 votos de los 306 de los socios compromisarios del Club Atlético Osasuna, ante la "probada animadversión" que Tebas habría mostrado hacia el club. En 2018 fue nombrado de nuevo persona non grata por los socios compromisarios de Osasuna, con 149 votos a favor de 215. En 2020 se emitió la condena histórica por corrupción deportiva, el denominado caso Osasuna por el amaño de partidos en la Segunda División.

## Asistencia a los estadios y horarios
Durante el mandato de Tebas, el cambio en los horarios para que todos los partidos puedan ser seguidos por televisión ha supuesto críticas puntuales, aunque en general han aumentado la asistencia a los estadios y los ingresos por los derechos televisivos.
Entre estas críticas está el trato a los espectadores que acuden a los estadios. Su gestión de negocio enfocada en la televisión habrían dado lugar a una disminución general de los aficionados que van a ver el fútbol a los campos. Además, el propio Tebas reconoció la "crisis" que supuso la diversificación de horarios, criticada por aficionados y medios de comunicación. La diversificación de horarios fue criticada por algunos aficionados, quienes entendieron que dichos horarios privilegian otros países en detrimento de los aficionados locales de los propios clubes. Este malestar fue motivo de protestas entre los aficionados, bajo el lema de "¡Tebas, vete ya!". También en enero de 2019, los aficionados del CD Alavés protestaron contra los horarios asignados por LaLiga dejando el estadio vacío durante los cinco primeros minutos del encuentro contra el Rayo Vallecano o ausentándose durante todo el partido. Los aficionados del equipo rival se sumaron a la protesta, llevada a cabo contra horarios descritos como "inhóspitos" y que impiden que mucha gente pueda acudir al estadio. La consigna común a las protestas se mostraba en contra del "fútbol entre semana". Tras los primeros minutos, se escuchó una fuerte protesta contra Javier Tebas bajo la consigna "Tebas vete ya".
Aun así, y con estos cambios, ha habido temporadas en las que se han batido récords de asistencia.
En 2016, LaLiga decidió sancionar a los clubes que tuvieran vacías las gradas que quedaran justo enfrente del tiro de cámara, con multas de entre cinco mil y seis mil euros por partido. La decisión fue tomada "para ayudar a mejorar la imagen de la Liga" y está contemplada dentro del Reglamento audiovisual de LaLiga que regula todos los detalles de imagen durante el partido y ha permitido mejorar el producto audiovisual y la experiencia de los aficionados.

### Arabia Saudí
En el mercado de fichajes de enero de 2018, varios clubes de la Primera y la Segunda División de España incorporaron en calidad de cedidos por media temporada a una serie de futbolistas de la Selección de fútbol de Arabia Saudí, auspiciados por LaLiga. Tebas aseguró que los clubes habían buscado a los jugadores que más se adaptaban a sus necesidades. Sin embargo, algunos clubes declararon haber incorporado futbolistas para posiciones a priori suficientemente cubiertas. Además, los directores deportivos y entrenadores de los clubes implicados no habrían tenido tanto conocimiento de estos futbolistas como habría pretendido LaLiga.
El acuerdo llevaba consigo varios contratos de patrocinio de empresas árabes con los equipos que habían adquirido los derechos de estos futbolistas.

## Política
En su pasado perteneció al partido Fuerza Nueva, de cuyas juventudes fue jefe local y cuyos ideales, según él mismo, sigue manteniendo. Ha defendido posturas a favor de la unidad de España, el "sentido católico de la vida" y con posiciones en contra del aborto.
En unas declaraciones formuladas en 2019, Javier Tebas manifestó públicamente su apoyo al partido Vox y afirmó que estaba dispuesto a votar a dicho partido.

## Problemas con Hacienda
En 2017, Tebas fue investigado por la Agencia Tributaria por un posible fraude de cinco millones de euros. Dicho presunto fraude implicaba a varias empresas relacionadas con Tebas y también a su esposa, Marta Coiduras. Por ello pidió un préstamo a LaLiga, que le adelantó su sueldo de un año para pagar a Hacienda. Dicha sanción implicaba además a varias empresas relacionadas con Tebas. Tebas ha achacado públicamente esta inspección a su disputa personal con la entonces directora general de Recaudación, Soledad García, que fue apartada posteriormente de su cargo..No obstante, el propio Javier Tebas emitió un comunicado, asumiendo una "discrepancia con Hacienda respecto a la forma de entender los pagos de las deudas de los clubes" y negando las acusaciones de fraude.
En 2018, Javier Tebas fue imputado por alzamiento de bienes.